# Rosa Villacastín
Rosario Martín Villacastín, más conocida como Rosa Villacastín (Ávila,  2 de junio de 1947) es una periodista y escritora española. Pasó de la crónica política durante la Transición a la del corazón, en prensa, televisión y radio. Se le conoce también como La Churra. Se jubiló del periodismo tras 50 años de ejercicio en mayo de 2024. Es activista política del PSOE  

## Biografía
Rosario Martín Villacastín nació el 2 de junio de 1947 en Ávila. Es nieta de Francisca Sánchez del Pozo, la última pareja del poeta Rubén Darío (una campesina semianalfabeta, a la que enseñó a leer, con la que tuvo varios hijos y acabó casándose por lo civil) y de José Villacastín, recopilador de la obra del poeta nicaragüense.
Estudió Filosofía y Letras. Su carrera profesional comienza en el diario Pueblo, donde trabajó entre 1971 y 1983 como periodista especializada en crónica parlamentaria. Más tarde pasaría al diario Ya y a las revistas Interviú y Panorama. Cubrió los debates de la Constitución de 1978, las primeras elecciones generales de España de 1977 y el 23F lo vivió en el Congreso de los Diputados. En radio se incorpora a Antena 3 Radio.  
A partir de 1989 empieza a interesarse por los asuntos de la llamada prensa rosa o del corazón incorporándose a la redacción de la revista Diez minutos, en la que hizo una entrevista semanal durante 26 años hasta su jubilación. Cuatro años después da el salto a televisión con María Teresa Campos, como colaboradora de su programa Pasa la vida en Televisión española, compartiendo sección con la también periodista Carmen Rigalt.
En 1990 publicó en portada del diario Ya un artículo en el que  aseguraba; "el sida pone a Amparo Muñoz al borde de la muerte". Dos días más tarde, se daba por hecho que se encontraba en "fase terminal", lo que la actriz desmintió con análisis médicos en el programa de Julián Lago La máquina de la verdad, de Telecinco.
En 1996, como casi todo el equipo del programa, Rosa Villacastín continúa con María Teresa en Día a día, en Telecinco. Un año más tarde, ficha por Antena 3, para dirigir y presentar junto a Ana Rosa Quintana, el espacio sobre crónica social Extra Rosa. Rápidamente fue un éxito de audiencia y se mantuvo la temporada 1997-1998.  
En 1999 la cadena le ofrece hacerse cargo del magacín matinal Las mañanas de Rosa. No pudo con la competencia que desde Telecinco le hacía María Teresa Campos y fue retirado a los dos meses. Inmediatamente se integra como colaboradora en el programa de Ana Rosa Quintana Sabor a ti (1999-2004), salvo el tiempo en el que condujo en Telecinco el debate Grandiosas (2001), junto a Lolita Flores y Belinda Washington, que no logró el respaldo de la audiencia, Volvió a Antena 3 como colaboradora en diferentes programas y presentó su propio magacín La vida es rosa (2005), con Olga Marset. 
En la temporada 2006-2007 trabajó en Las mañanas de Cuatro, junto a Concha García Campoy y desde septiembre de 2007 en el magacín de Antena 3 A3Bandas. En 2012-2013 además pasa a La 1 de TVE, con el programa +Gente. Luego, de 2013 a 2014 colaboró en Abre los ojos... y mira, espacio de los sábados de Telecinco, presentado por Emma García. También fue tertuliana de 2015 a 2018 en Amigas y conocidas (La 1) presentado por Inés Ballester. Además colaboró en Puntos de vista de la autonómica aragonesa Aragón TV. 
Entre 1998 y 2008 colaboró en el programa La ventana, de la Cadena SER. primero con Xavier Sardá y luego con Gemma Nierga, en septiembre de 2008 se incorporó a Queremos hablar, espacio de Punto Radio, presentado por Ana García Lozano.
El 19 de mayo de 2024 anunció su jubilación en directo en D corazón, espacio presentado por Anne Igartiburu y Jordi González, en La 1, la que colaboraba. 
Autora de nueve libros, entre ellos, La Princesa Paca (2014), sobre el romance de su abuela, la jardinera Francisca Sánchez, y el poeta Rubén Darío, que inspiró en 2017, la película para televisión de título homónimo para TVE. Con Irene Escolar, Daniel Holguín, Ana Wagener y Petra Martínez, a las órdenes del director Joaquín Llamas. 
En 2023 fue la narradora del documental Mujeres olvidadas, dirigido por Jacobo Echeverria-Torres, abogado fundador junto a su esposa, Francisca Sauquillo.de la ONG Movimiento por la Paz, el Desarme y la Libertad (MPDL). La cinta mostraba el desamparo femenino en el código civil español durante el primer cuarto del silo XX y la lucha anónima de las pioneras por sus derechos. 
Es miembro de la Academia de Televisión y vocal de la Junta Directiva de la Asociación de la Prensa de Madrid desde 2019. Un año antes, donó unos 200 libros sobre su colección sobre la Guerra Civil , la dictadura y la Transición a la democracia, al Museo Adolfo Suárez y de la Transición de Cebreros. Desde hace años imparte charlas y conferencias sobre la mujer y los medios de comunicación.   Su jubilación se produjo en 2024.

## Trayectoria en TV
- Ésta es su casa (1990 - 1991) en TVE, colaboradora
- Pasa la vida (1991 - 1996) en TVE, colaboradora
- ¡Hola Raffaella! (1992 - 1994) en TVE, colaboradora
- Día a día (1996 - 1997) en Telecinco, colaboradora
- A toda página (1997) en Antena 3, presentadora
- Extra Rosa (1997 - 1998) en Antena 3, codirectora y presentadora. [10]
- Las mañanas de Rosa (1999) en Antena 3, presentadora
- Sabor a ti (1999 - 2004) en Antena 3, colaboradora
- Grandiosas (2002) en Telecinco, presentadora. [21]
- Con T de tarde (2002 - 2004) en Telemadrid, colaboradora
- Cada día (2004 - 2005) en Antena 3, colaboradora
- La vida es rosa (2005) en Antena 3, presentadora
- La buena onda de la tarde (2005) en Antena 3, colaboradora
- Lo que inTeresa (2006) en Antena 3, colaboradora
- ¿Dónde estás corazón? (2006) en Antena 3, colaboradora
- Las mañanas de Cuatro (2006 - 2007) en Cuatro, colaboradora
- A3Bandas (2007) en Antena 3, presentadora
- Espejo público (2007 - 2013) en Antena 3, colaboradora
- ¿Dónde estás corazón? (2007 - 2011) en Antena 3, colaborador
- 3D (2010) en Antena 3, colaboradora
- En Casa con Cristina (2011) en CYLTV, colaboradora
- La Tarde con Cristina (2012) en CYLTV, colaboradora
- +Gente (2012 - 2013) en TVE, colaboradora
- Abre los ojos y mira (2013 - 2014) en Telecinco, colaboradora
- ¡Qué tiempo tan feliz! (2013 - 2017) en Telecinco, colaboradora
- El Programa de Ana Rosa (2013 - 2023) en Telecinco, colaboradora ocasional
- Amigas y conocidas (2015 - 2018) en La 1, colaboradora
- Sábado Deluxe (2017 - 2022) en Telecinco, colaboradora e invitada ocasional
- Puntos de Vista (2017 - presente) en Aragón TV, colaboradora
- Lazos de sangre (2019 - 2023) en La 1, colaboradora
- Arusitys Prime (2019) en Antena 3, colaboradora
- La hora de La 1 (2020 - 2021) en La 1, colaboradora
- Sálvame Limón (2022) en Telecinco, colaboradora.
- Ya es verano (2022) en Telecinco, colaboradora
- ¿Quién es mi padre? (2022) en Telecinco, colaboradora
- Plan de tarde (2023) en La 1, colaboradora
- D Corazón (2024), de La 1, colaboradora.

## Libros publicados
- La noche de los transistores (1981, Temas de Hoy), con María Beneyto. ISBN 8471401932
- El club de las "santas" (1993, Temas de Hoy). ISBN 9788478803118
- Cuaderno secreto (1996, Plaza & Janés). ISBN 8492143584
- Partir de cero: el duro camino hacia el éxito (1998, Plaza & Janés). ISBN 9788478809219
- Hay vida después de los cincuenta (2003, Plaza &Janés). ISBN 9788497931908
- Querido imbécil (2006, Plaza & Janés). ISBN 9788483462683
- ¡Socorro!: me estoy pareciendo a mi madre (2005, Plaza & Janés), con Carmen Rigalt. ISBN 9788497345033
- Si a los sesenta no te duele nada, es que estás muerta (2010, Plaza &Janes). ISBN 9788484608486
- La princesa Paca: la gran pasión de Rubén Darío (2014, Plaza &Janés), con Manuel Francisco Reina. ISBN 9788401346897
- Los años que amamos locamente: amor, sexo y destape en la Transición (2017, Plaza&Janés). ISBN 9788401019555 [22]

## Premios
- Premio Popular de Ávila que le entregó Adolfo Suárez. [23]
- 1997: Premio Ciudad de Marbella.
- 1998: Premio Matahombres de Oro, por las mujeres de Zamarramala, Segovia. [24]
- Premio MIDIA por su trayectoria profesional.
- Garbanzo de plata. [4]
- 2011: Premio La Alcazaba por la labor de difusión de su  tierra abulense.  [25]
- 2012: El micrófono de Oro que concedía la Federación de Asociaciones de Radio y Televisión de España. [26]
- 2018: Distinción Pablo Iglesias, concedida por UGT de Castilla y León. [27]
- 2023: Premio Ramón Rubial a la Comunicación que entrega el Patronato de la Fundación Ramón Rubial, por su  trayectoria profesional en el mundo de la comunicación y su contribución a la lucha por la igualdad de las mujeres. [28]  .